# 大有镇 (吉木萨尔县)
大有镇，是中华人民共和国新疆维吾尔自治区昌吉回族自治州吉木萨尔县下辖的一个乡镇级行政单位。
2012年，新疆维吾尔自治区人民政府批复同意撤销大有乡建制，设立大有镇。

## 行政区划
大有镇下辖以下地区：
广泉村、牧业村、大有村、渭户村和韭菜园子村。